# Prosopis elata
Prosopis elata är en ärtväxtart som först beskrevs av Arturo Erhardo Erardo Burkart, och fick sitt nu gällande namn av Arturo Erhardo Erardo Burkart. Prosopis elata ingår i släktet Prosopis och familjen ärtväxter. Inga underarter finns listade i Catalogue of Life.